# Дюшен, Андре
Андре́ Дюше́н (фр. André Duchesne, иногда Du Chesne; лат. Andreas Chesneus, Andreas Quercetanus, Andreas Querneus; май 1584 года, Л’Иль-Бушар в Турени — 30 мая 1640, Париж) — французский королевский историограф и географ; составитель «Historiae Francorum scriptores» (5 т., 1636—49), который с 3-го тома продолжал его сын Франсуа (1616—93).
Французы считают его отцом своей историографии. Учился в Лудене (Loudun), затем в Париже. Почти сразу занялся историко-географическими изысканиями и своим первым трудом «Egregiarum seu selectarum lectionum et antiquitatum liber», опубликованным 17-летним автором и демонстрирующим его широкую эрудицию.
Ему оказывал поддержку кардинал Ришельё, родом из той же части Франции, что и Дюшен; благодаря Ришельё он был назначен королевским историком и географом. В Париже ему принадлежал выстроенный им особняк по адресу 27, рю Сен-Андре-дез-Ар (rue Saint-André-des-Arts).

## Публикации
Ещё молодым, в 1606 году, переводил Ювенала.
Труды Дюшена многочисленны и разнообразны, кроме публикаций он оставил более 100 томов рукописей, хранящихся ныне в Национальной библиотеке. Многие из важнейших работ были продолжены его единственным сыном Франсуа (1616—1693), сменившим отца на посту королевского историка.
Основные работы Анри Дюшена:
- Les Antiquités et recherches de la grandeur et majesté des rois de France (Париж, 1609);
- Les Antiquités et recherches des villes, châteaux, &c., de toute la France (П., 1609);
- Histoire d’Angleterre, d'Écosse, et d’Irlande (П., 1614);
- Bibliothèque des auteurs qui ont écrit l’histoire et la topographie de la France, 1618;
- Histoire des Papes jusqu'à Paul V (П., 1619);
- Histoire des rois, ducs, et comtes de Bourgogne (1619—1628, 2 т.);
- Grande Histoire de la Maison de Vergy, (П., 1625);
- Historiae Normanorum scriptores antiqui (1619);
- Historiae Francorum scriptores (5 т., 1636—1649) — «История» задумывалась как публикация в 24 томах всех повествований о Франции в Средние века, но лишь два тома были изданы Дюшеном, три — его сыном; и осталась незаконченной.

Издал много генеалогических исследований выдающихся семейств, лучшая из которых — Монморанси.
Его История французских кардиналов (Histoire des cardinaux français, 2 т., 1660—1666) и Histoire des chanceliers et gardes des sceaux de France (1630) были опубликованы его сыном Франсуа.
Также опубликовал:
- сочинения Пьера Абеляра, 1616 ;
- сочинения Алена Шартье, 1617 ;
- письма Этьенна Паскье, 1619 ;
- труды Алкуина.